# Montaggio digitale
Il montaggio video digitale o semplicemente montaggio digitale (in inglese non-linear video editing o non-linear editing, spesso abbreviato in NLE) è la tecnologia digitale di montaggio cinematografico, o più genericamente di montaggio audiovisivo e multimediale.
Si tratta di un sistema composto essenzialmente da un computer, un software di video editing, apparati di visione e ascolto (monitor video e monitor audio), memorie e dispositivi per l'acquisizione (input o ingest) e la consegna (output o delivering) delle immagini. Si tratta quindi di un sistema che consiste nell'acquisire immagini e suoni attraverso processi di digitalizzazione e nell'elaborarli su computer, anziché operare direttamente sulle fonti originali (montaggio lineare).
Al di fuori degli aspetti prettamente tecnologici, il montaggio video digitale va inteso come uno strumento e una modalità di lavoro, il cui utilizzo attiene alle questioni tecniche, linguistiche ed estetiche specifiche del montaggio cinematografico.

## Il montaggio digitale rispetto al montaggio analogico
Il montaggio digitale offre peculiarità specifiche che hanno semplificato il lavoro e offerto nuove opportunità al montatore, e nel tempo sono sempre più divenute intrinseche al lavoro del montaggio. Tali peculiarità attengono soprattutto all'utilizzo degli originali (le riprese, i negativi, le fonti...) che sono detti media (nella terminologia video), negativo digitale (nella terminologia cinematografica) o asset (nella terminologia informatica). Scorriamo le caratteristiche principali proprie del montaggio digitale:
- non lineare: il montaggio è definito non lineare perché il lavoro si svolge parallelamente ai media e non in verticalità lineare. Detto più semplicemente: non si lavora sugli originali, ma su copie digitali e sulla loro rappresentazione virtuale all'interno del software;
- non distruttivo: il montaggio non è distruttivo dei media nel senso che non li modifica, in quanto il lavoro del montatore avviene in modo non-lineare; è considerato invece distruttivo il montaggio svolto direttamente sulla pellicola, in quanto la modifica (con l'asportazione e aggiunta di fotogrammi, ad esempio)[5];
- accesso diretto[6]: l'accesso ai media e la loro lettura non avviene in termini sequenziali ma in modo diretto; ciò significa che per vedere l'ultimo fotogramma di una inquadratura non è necessario far scorrere tutta l'inquadratura per arrivare alla fine ma è sufficiente posizionarsi sul fotogramma desiderato. Questo avviene tanto sui media quanto nella timeline; inoltre nel montaggio digitale esistono specifiche funzioni di organizzazione e visualizzazione dei media che agevolano la consultazione;
- condivisione dei media: i media possono essere condivisi e scambiati tra più postazioni di lavoro; questo aspetto è vincolato dalle scelte tecnologiche adottate per la memorizzazione dei media;
- condivisione delle decisioni: le scelte e le decisioni assunte dal montatore vengono memorizzate nella edit decision list (E.D.L.[7]) che può essere sia un documento di testo leggibile al montatore, sia un file di scambio dati interpretabile dai sistemi di montaggio digitale. In tal modo è possibile completare la filiera produttiva del film contemporaneamente da parte di più postazioni di lavoro.

La peculiarità più rilevante offerta dal digitale è la virtualità del lavoro svolto: le decisioni di montaggio assunte restano azioni virtuali memorizzate del computer, e su cui si può re-intervenire costantemente. Facendo un paragone molto semplice, il programma di montaggio digitale agisce come un programma di scrittura: si possono modificare i testi già scritti senza alcun limite, si possono inserire e spostare capitoli, cancellare tutto e tornare indietro sulle operazioni già svolte (funzione di undo), riprendere un testo scritto tempo prima e modificarlo, si può condividere il file con qualcun altro affinché questi lo completi, e solo in ultimo, con la stampa, si trasforma il lavoro virtuale in un prodotto concreto e materiale. Tutto ciò fa sì che il montaggio di un video possa potenzialmente continuare all'infinito, vagliando innumerevoli ipotesi, facendo e disfacendo.

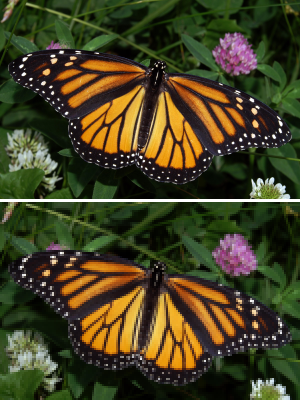
Differenza tra compressione lossless e lossy

Ogni elemento che costituisce il montaggio può essere spostato, modificato e rieditato senza particolari limitazioni, poiché i software di NLE gestiscono il materiale audio e video come dati digitali indipendenti. È importante ricordare che questi software non lavorano direttamente sulle fonti originali (memorizzate su scheda di memoria, disco rigido, nastro, pellicola o altro supporto) ma solo sui file creati durante la loro digitalizzazione e acquisizione. Ne consegue che le elaborazioni e le modifiche possono essere eseguite senza limiti e senza degrado di qualità (al contrario di quanto succede nel montaggio lineare); ovviamente questo non è valido in caso venga creato un file di output e poi si ricominci a lavorare a partire da quello: in ogni operazione di ricompressione video (quasi tutti i formati video fanno uso di compressione lossy) si ha una -grande o piccola- perdita di qualità.

## Flusso di lavoro
Il flusso di lavoro basilare nel montaggio digitale è:
1. acquisizione materiali originali
2. processo di digitalizzazione all'interno del sistema (con eventuale transcodifica tramite codec)
3. elaborazione del montaggio
4. memorizzazione del filmato in forma digitale (file)

A questo schema base si possono aggiungere numerose varianti. Ad esempio le immagini da elaborare provengono da più fonti; oppure il lavoro di montaggio si conclude non con la consegna (delivery) ma con la condivisione dei file e dell'EDL con altre postazioni e altri professionisti per interventi relativi alla post produzione (come il color grading, la titolazione, il compositing, gli effetti speciali visivi, il montaggio del suono e la sonorizzazione...); oppure durante l'elaborazione si operano interventi, per quanto estranei al montaggio, che riguardano la post produzione.
I flussi di lavoro, partendo da questo schema base, variano a seconda delle esigenze di lavoro e della dimensione in termini di mole di lavoro e di costi. Nel caso delle produzioni più strutturate è previsto un coordinatore della post produzione o un supervisore della post produzione: il lavoro di queste figure anche l'individuazione del workflow più adeguato alle specifiche esigenze, e quindi definendo il contesto in cui opera il montaggio digitale.

### Acquisizione del materiale
Il montaggio digitale avviene elaborando dei file audio-video, quindi tutto il materiale e le fonti con cui realizzare il montaggio devono essere memorizzati su hard disk, operazione che viene variamente definita: acquisizione, digitalizzazione, cattura (questi ultimi due specialmente nel caso di una fonte analogica), in gestione. Video, audio e immagini vengono generalmente acquisiti con strumenti specifici che non ne degradano la qualità.
Le dimensioni dei file risultanti dalla digitalizzazione del materiale hanno una notevole rilevanza nell'ambito dell'NLE. Infatti, un file video di alta qualità può arrivare a una dimensione di svariati gigabyte e una così vasta mole di dati richiede computer con hardware avanzato e adeguato. Per questo motivo, nonostante la scelta ideale sarebbe acquisire le fonti con dei codec lossless, si utilizzano codec di tipo lossy. Normalmente i singoli frame possono essere codificati individualmente nel caso di formati video a definizione standard (codifiche "intra-frame" o I-frame), mentre nel caso di video ad alta definizione si usano tecniche che ottengono una maggiore compressione trattando complessivamente gruppi di frame consecutivi (GOP, "groups of pictures", da cui il termine "long GOP" che caratterizza tali tecniche).
In ambito professionale, esistono codec lossy piuttosto evoluti che permettono di generare file relativamente piccoli (nell'ordine di 1 GB per 30 minuti di video) e di alta qualità. I più utilizzati sono i codec basati sull'algoritmo MPEG-2 (I-frame o long-GOP), e MPEG-4 con la sua implementazione denominata H.264 (tipicamente long-GOP), e inoltre i codec DV (solo I-frame, minore compressione ma maggiore qualità e facilità di elaborazione).

## Il montaggio

### Latimeline

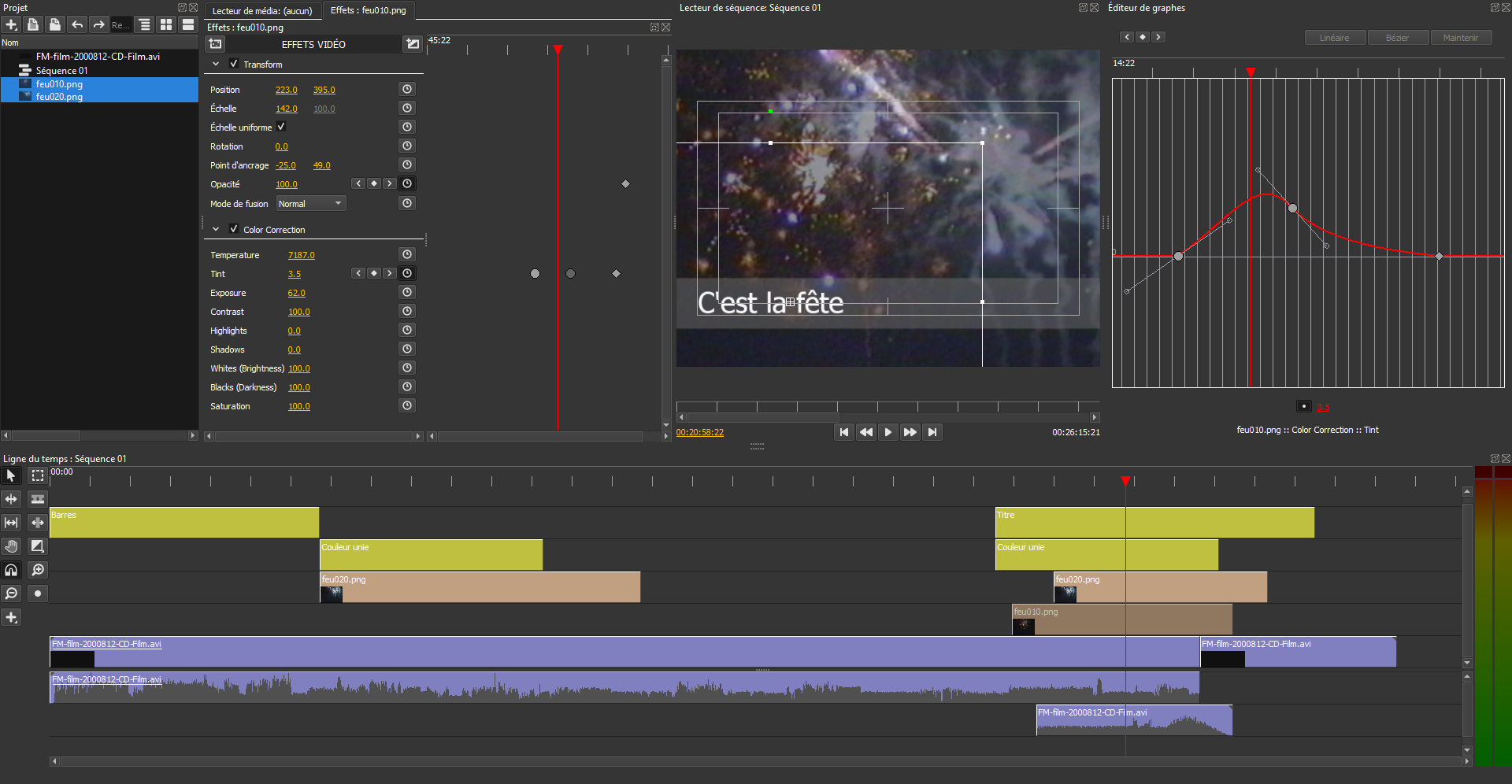
Esempio di timeline in un software di montaggio video

Il cuore di tutti i software di montaggio digitale è la linea temporale (timeline) che, per sua stessa definizione, rappresenta in modo temporale l'esatta sequenza delle immagini, dei suoni, degli effetti speciali, dei titoli, ecc., che comporranno il prodotto finale. Gli elementi nella timeline sono elementi indipendenti, perciò possono essere spostati in posizioni temporali o in ordini diversi, cancellati e modificati, permettendo la variazione del filmato finale praticamente senza limiti.

### Ilrendering
L'elaborazione grafica (rendering) è un passaggio obbligatorio e costituisce una delle ultime fasi del montaggio di un video. Il tempo di elaborazione grafica varia a seconda della complessità e della lunghezza del montaggio e a seconda delle caratteristiche hardware del computer (potenza di calcolo, quantità di RAM, presenza di particolari schede per il rendering).
In ambito professionale, si utilizzano delle workstation video che permettono l'elaborazione grafica in tempo reale, quindi senza alcun tempo di elaborazione finale.

### Software per il montaggio video

Adobe Premiere Pro

La costante diffusione delle tecnologie del video digitale (videocamere, fotocamere, cellulari e smartphone, tablet, droni, camere miniaturizzate...) rendono il montaggio video digitale disponibile, e necessario, a un sempre più ampio numero di persone. Questo ha portato l'NLE fuori dal solo ambito professionale, con una buona diffusione nell'ambito amatoriale e semi-professionale.
Esistono numerosi software per il montaggio video non lineare, adatti alle diverse esigenze e competenze dell'utente finale.
In ambito professionale i software più utilizzati per il montaggio digitale sono Avid (come Media Composer e Film Composer) in assoluto i più utilizzati in Europa sia nel cinema sia nel broadcast televisivo, Lightworks (molto diffuso negli U.S.A.), Blackmagic Design DaVinci Resolve, Apple Final Cut Pro. Inoltre alcuni sistemi di post-produzione digitale offrono anche funzioni di montaggio: Quantel, Discreet e nuovamente Blackmagic Design DaVinci Resolve (che è strutturato in ambienti di lavoro che consentono il montaggio video, il color grading, il compositing, il montaggio audio, l'ingest e la compressione e trascodifica).
In ambito amatoriale e prosumer, troviamo: Premiere Pro di Adobe, Avid Xpress, Final Cut Pro della Apple, Canopus Edius, Pinnacle Liquid Edition, Sony Vegas, ScreenFlow, e tanti altri, alcuni molto semplici e diffusi gratuitamente, e altri progettati con app per smartphone.